# Natalija Skakun
Natalija Anatolijiwna Skakun (ukr. Наталія Анатоліївна Скакун, ur. 3 sierpnia 1981 w Błagowieszczence) – ukraińska sztangistka. Złota medalistka olimpijska z Aten.
Zawody w 2004 były jej drugimi igrzyskami olimpijskimi, brała udział w IO 00 (siódme miejsce). Triumfowała w kategorii do 63 kilogramów. W 2003 została mistrzynią świata, w 2002 zwyciężyła w mistrzostwach Europy. Była brązową medalistka tej imprezy w 2000 i 2001. Pobiła 3 rekordy świata.